# Enteroctopodidae
Enteroctopodidae zijn een familie van weekdieren uit de klasse der Cephalopoda (inktvissen).

## Geslachten
- Enteroctopus Rochebrune & Mabille, 1889
- Muusoctopus Gleadall, 2004
- Sasakiopus Jorgensen, Strugnell & Allcock, 2010
- Vulcanoctopus Gonzalez & Guerra, 1998